# Frossos (Albergaria-a-Velha)
Pour les articles homonymes, voir Frossos.
Frossos est ancienne une paroisse civile portugaise (en portugais : freguesia) de la municipalité d'Albergaria-a-Velha dans le district d'Aveiro.
La loi no 11-A/2013 du 28 janvier 2013, portant réorganisation administrative du territoire des freguesias, fusionne Frossos avec la paroisse voisine de São João de Loure pour former l’União das freguesias de São João de Loure e Frossos (dont le siège est à São João de Loure).